# Dwight Lodeweges
Dwight Lodeweges (født 26. oktober 1957) er en tidligere nederlandsk fodboldspiller og træner.